# Luis Antonio Martínez (Fußballspieler)
Luis Antonio Martínez (* 29. April 1987 in Zacapoaxtla, Puebla) ist ein mexikanischer Fußballspieler, der vorwiegend im defensiven Mittelfeld agiert.

## Laufbahn
Martínez begann seine fußballerische Laufbahn im Nachwuchsbereich der Tiburones Rojos Veracruz und erhielt dort 2005 auch seinen ersten Profivertrag. Seinen ersten Einsatz in der höchsten mexikanischen Spielklasse absolvierte er am 25. November 2005 in einem Auswärtsspiel bei Monarcas Morelia, das 1:2 verloren wurde.
Weil er sich in der ersten Mannschaft nicht durchsetzen konnte, spielte er auf Leihbasis zunächst für das Farmteam Tiburones Rojos Coatzacoalcos und nach deren Rückzug aus der zweiten Liga für die zu jenem Zeitpunkt in den Spielbetrieb der Liga eingetretenen Albinegros de Orizaba. Als auch dieser Verein sich im Sommer 2011 aus der zweiten Liga zurückzog, spielte Martínez auf Leihbasis für die Reboceros La Piedad, mit denen er die Zweitligameisterschaft der Apertura 2012 und am Ende der Saison 2012/13 auch das Gesamtsaisonfinale gewann. Durch diesen Erfolg wären die Reboceros eigentlich in die erste Liga aufgestiegen, verzichteten aber und veräußerten stattdessen ihre Erstliga-Lizenz an Martínez‘ Stammverein Tiburones Rojos Veracruz, zu dem er zu Beginn der Saison 2013/14 zurückkehrte.

## Erfolge
- Mexikanischer Zweitligameister: Apertura 2012